# Katastrofa lotnicza prezydenta Pakistanu Muhammad Zia ul-Haq

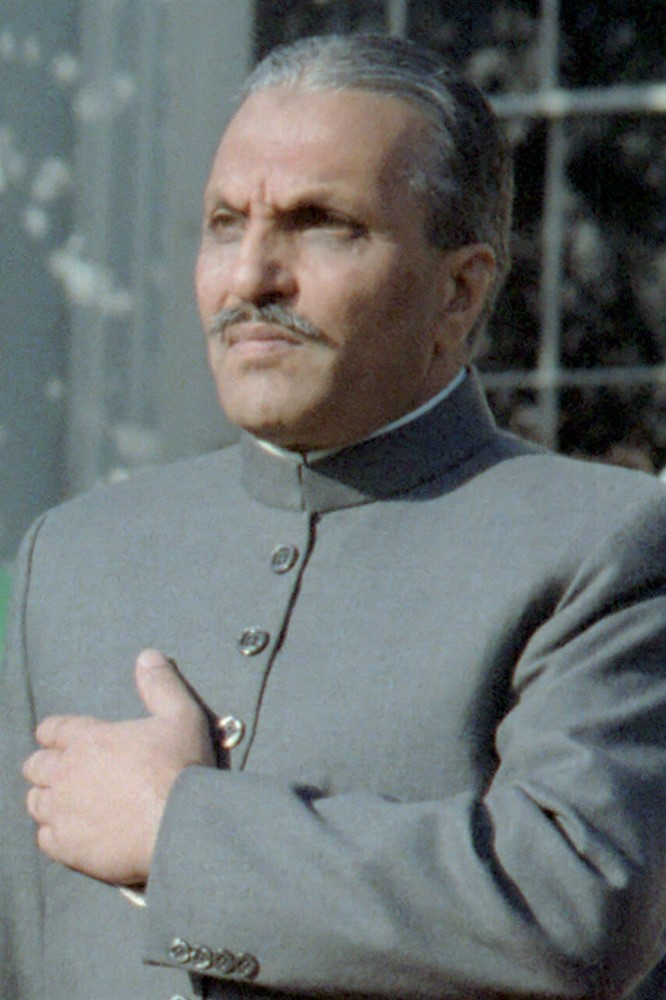
Prezydent Pakistanu Muhammad Zia ul-Haq

Katastrofa lotnicza prezydenta Pakistanu Muhammad Zia ul-Haq – katastrofa lotnicza, do której doszło 17 sierpnia 1988 w Pakistanie. Zginęło 30 osób (17 pasażerów i 13 członków załogi), wszystkie osoby, które znajdowały się na pokładzie. Wśród ofiar znalazł się m.in. prezydent Pakistanu Muhammad Zia ul-Haq.

## Wypadek
Samolot wystartował z Bahawalpur wcześniej, by uniknąć burzy. Przez 2 minuty i 30 sekund wzbijał się w czyste niebo. Start przebiegł gładko i bez problemów, lecz wieża kontroli lotów w Bahawalpur straciła kontakt z samolotem, który spadł z nieba i uderzył w ziemię z taką siłą, że został rozerwany na kawałki, a jego szczątki zostały rozrzucone na dużym obszarze. Świadkowie cytowani w oficjalnym dochodzeniu Pakistanu powiedzieli, że C-130 zaczął przechylać się „w górę i w dół” podczas niskiego lotu wkrótce po starcie, zanim wszedł w „prawie pionowe nurkowanie”, eksplodując przy uderzeniu.

## Dochodzenie
Przeprowadzono wiele dochodzeń w sprawie tej katastrofy, ale nigdy nie znaleziono przyczyny katastrofy.